# Liste der Naturschutzgebiete in Kärnten
In Kärnten sind folgende Gebiete als Naturschutzgebiet ausgewiesen:

## Liste
| Foto |                 | Name                                    | ID      | Bezirk                       | Standort                                                     | Beschreibung | Fläche   | Datum |
| ---- | --------------- | --------------------------------------- | ------- | ---------------------------- | ------------------------------------------------------------ | --- | -------- | ----- |
| 1    | Datei hochladen | Auenmoos                                | NSG.029 | St. Veit an der Glan         | Metnitz Standort                                             | → Hauptartikel : Auenmoos f1 | 5,9 ha   |       |
| 1    | Datei hochladen | Bretterich                              | NSG.018 | Spittal an der Drau          | Flattach Standort                                            | | 224,3 ha |       |
| 1    | Datei hochladen | Drobollacher Moor                       | NSG.021 | Villach, Villach-Land        | Villach, Finkenstein am Faaker See Standort                  | |          |       |
| 1    | Datei hochladen | Egelsee                                 | NSG.037 | Spittal an der Drau          | Spittal an der Drau Standort                                 | → Hauptartikel : Egelsee (Kärnten) f1                                                                                                | 9,3 ha   |       |
| 1    | Datei hochladen | Finkensteiner Moor                      | NSG.030 | Villach-Land                 | Finkenstein am Faaker See Standort                           | → Hauptartikel : Finkensteiner Moor f1                                                                                               | 74,8 ha  |       |
| 1    | Datei hochladen | Flachwasserbiotop Neudenstein           | NSG.040 | Völkermarkt                  | Völkermarkt, Sankt Kanzian am Klopeiner See Standort         | | 18,6 ha  |       |
| 1    | Datei hochladen | Flachwasserbiotop Föderlach             | NSG.042 | Villach-Land                 | Wernberg Standort                                            | |          |       |
| 1    | Datei hochladen | Flattnitzbach-Hochmoor                  | NSG.017 | St. Veit an der Glan         | Glödnitz Standort                                            | → Hauptartikel : Flattnitzbach-Hochmoor f1                                                                                           | 43,1 ha  |       |
| 1    | Datei hochladen | Gösselsdorfer See Süd                   | NSG.034 | Völkermarkt                  | Eberndorf Standort                                           | | 24,9 ha  |       |
| 1    | Datei hochladen | Vogelschutzgebiet Großedlinger Teich    | NSG.024 | Wolfsberg                    | Wolfsberg Standort                                           | → Hauptartikel : Großedlinger Teich f1                                                                                               | 6 ha     |       |
| 1    | Datei hochladen | Grünsee                                 | NSG.004 | Villach                      | Villach Standort                                             | → Hauptartikel : Grünsee (Villach) f1                                                                                                | 49,7 ha  |       |
| 1    | Datei hochladen | Guntschacher Au                         | NSG.041 | Klagenfurt-Land              | Maria Rain Standort                                          | → Hauptartikel : Guntschacher Au f1                                                                                                  | 16 ha    |       |
| 1    | Datei hochladen | Gurkursprung                            | NSG.023 | Feldkirchen                  | Albeck, Reichenau Standort                                   | → Hauptartikel : Gurkursprung f1 | 15 km²   |       |
| 1    | Datei hochladen | Walterskirchen                          | NSG.013 | Klagenfurt-Land              | Krumpendorf am Wörthersee Standort                           | | 33,4 ha  |       |
| 1    | Datei hochladen | Hallegger Teiche                        | NSG.012 | Klagenfurt-Land              | Klagenfurt am Wörthersee, Krumpendorf am Wörthersee Standort | → Hauptartikel : Hallegger Teiche f1                                                                                                 | 109,3 ha |       |
| 1    | Datei hochladen | Höflein-Moor                            | NSG.011 | Klagenfurt-Land              | Ebenthal in Kärnten Standort                                 | → Hauptartikel : Höflein-Moor f1 | 24,3 ha  |       |
| 1    | Datei hochladen | Hörfeld                                 | NSG.028 | St. Veit an der Glan         | Hüttenberg Standort                                          | Anmerkung: Das Hörfeld(moor) erstreckt sich über die Grenze Steiermark / Kärnten. In der Steiermark ist es unter NSG 04 b geschützt. | 96,8 ha  |       |
| 1    | Datei hochladen | Innere Wimitz                           | NSG.035 | St. Veit an der Glan         | Frauenstein, Weitensfeld im Gurktal Standort                 | | 42,3 ha  |       |
| 1    | Datei hochladen | Inneres Bodental und Vertatscha         | NSG.014 | Klagenfurt-Land              | Ferlach Standort                                             | | 741,5 ha |       |
| 1    | Datei hochladen | Inneres Pöllatal                        | NSG.019 | Spittal an der Drau          | Rennweg am Katschberg Standort                               | | 32 km²   |       |
| 1    | Datei hochladen | Jammernspitz                            | NSG.006 | Feldkirchen                  | Steindorf am Ossiacher See Standort                          | | 4 ha     |       |
| 1    | Datei hochladen | Kaltschacher Moor                       | NSG.038 | Villach-Land                 | Wernberg Standort                                            | | 19,9 ha  |       |
| 0 BW | Datei hochladen | Kleinfragant                            | NSG.036 | Spittal an der Drau          | Flattach Standort                                            | | 709,9 ha |       |
| 1    | Datei hochladen | Koralmkar                               | NSG.026 | Wolfsberg                    | Frantschach-Sankt Gertraud Standort                          | | 324 ha   |       |
| 1    | Datei hochladen | Lavantteich bei St. Paul                | NSG.032 | Wolfsberg                    | Sankt Georgen im Lavanttal Standort                          | | 2,8 ha   |       |
| 1    | Datei hochladen | Meerspitz am Ossiacher See              | NSG.008 | Feldkirchen                  | Ossiach Standort                                             | | 8 ha     |       |
| 1    | Datei hochladen | Mussen                                  | NSG.020 | Hermagor                     | Kötschach-Mauthen Standort                                   | → Hauptartikel : Mussen (Kärnten) f1                                                                                                 | 398,9 ha |       |
| 1    | Datei hochladen | Ossiacher See–Westbucht                 | NSG.005 | Villach, Villach-Land        | Villach, Treffen Standort                                    | | 7,9 ha   |       |
| 1    | Datei hochladen | Sablatnigmoor bei Eberndorf             | NSG.022 | Völkermarkt                  | Eberndorf Standort                                           | → Hauptartikel : Sablatnigmoor f1 | 96,8 ha  |       |
| 1    | Datei hochladen | Spintik-Teiche                          | NSG.010 | Klagenfurt-Land              | Keutschach am See, Maria Wörth Standort                      | → Hauptartikel : Spintik-Teiche f1                                                                                                   | 79,8 ha  |       |
| 1    | Datei hochladen | Strußnig-Teich                          | NSG.009 | Feldkirchen, Klagenfurt-Land | Feldkirchen in Kärnten, Moosburg Standort                    | → Hauptartikel : Strußnigteich f1 | 213,2 ha |       |
| 1    | Datei hochladen | Tiebelmündung                           | NSG.007 | Feldkirchen                  | Ossiach, Steindorf am Ossiacher See Standort                 | | 28,9 ha  |       |
| 1    | Datei hochladen | Trögerner Klamm                         | NSG.015 | Völkermarkt                  | Eisenkappel-Vellach Standort                                 | → Hauptartikel : Trögerner Klamm f1                                                                                                  | 150 ha   |       |
| 1    | Datei hochladen | Türkenmoos                              | NSG.033 | St. Veit an der Glan         | Glödnitz Standort                                            | → Hauptartikel : Türkenmoos f1 | 19,2 ha  |       |
| 1    | Datei hochladen | Vellacher Kotschna                      | NSG.016 | Völkermarkt                  | Eisenkappel-Vellach Standort                                 | → Hauptartikel : Vellacher Kotschna f1                                                                                               | 578,2 ha |       |
| 1    | Datei hochladen | Villacher Alpe (Dobratsch)              | NSG.003 | Villach, Villach-Land        | Villach, Arnoldstein, Nötsch im Gailtal Standort             | | 23 km²   |       |
| 1    | Datei hochladen | Vogelschutzgebiet Völkermarkter Stausee | NSG.025 | Völkermarkt                  | Völkermarkt Standort                                         | | 84,6 ha  |       |
| 1    | Datei hochladen | Wolayersee und Umgebung                 | NSG.027 | Hermagor                     | Lesachtal, Kötschach-Mauthen Standort                        | | 19 km²   |       |
| 1    | Datei hochladen | Wurten (Westteil und Ostteil)           | NSG.039 | Spittal an der Drau          | Flattach Standort                                            | | 299 ha   |       |